# Andrew Ference
Andrew Ference (né le 17 mars 1979 à Edmonton, dans la province de l'Alberta au Canada) est un joueur professionnel canadien de hockey sur glace.

## Carrière de joueur
Il est repêché au huitième, 208e au total par les Penguins de Pittsburgh au repêchage d'entrée de 1997. Il évoluait dans la Ligue nationale de hockey avec les Bruins de Boston au poste de défenseur. En 2009, il lance une initiative visant à annuler les effets des émissions de gaz à effet de serre produits par les nombreux déplacements de joueurs de la LNH à laquelle 420 joueurs adhèrent. Le 21 avril 2011, lors du quatrième match des séries éliminatoires contre les Canadiens de Montréal au Centre Bell, il fait un doigt d'honneur à la foule après avoir marqué un but. Le lendemain de la partie la LNH lui impose une amende de 2 500 dollars américains, le maximum permis.
Sans contrat à l'été 2013, il signe un contrat de quatre saisons avec l'équipe représentant sa ville natale, les Oilers d'Edmonton. Le 29 septembre 2013, il devient le 14e capitaine de l'histoire des Oilers, précédé par Shawn Horcoff qui a été échangé aux Stars de Dallas. En juin 2014, il reçoit le  trophée King-Clancy de la LNH pour sa contribution à la communauté.
Ference prend sa retraite le 16 septembre 2016 après 16 saisons dans la LNH.

## Statistiques
| Saison     | Équipe                   | Ligue      |     | Saison régulière | Saison régulière | Saison régulière | Saison régulière | Saison régulière |   | Séries éliminatoires | Séries éliminatoires | Séries éliminatoires | Séries éliminatoires | Séries éliminatoires |
| Saison     | Équipe                   | Ligue      | PJ  | B                | A                | Pts              | Pun              | PJ               | B | A                    | Pts                  | Pun                  |                      |                      |
| 1994-1995  | Winter Hawks de Portland | LHOu       | 2   | 0                | 0                | 0                | 4                | -                | - | -                    | -                    | -                    |                      |                      |
| 1995-1996  | Winter Hawks de Portland | LHOu       | 72  | 9                | 31               | 40               | 159              | 7                | 1 | 3                    | 4                    | 12                   |                      |                      |
| 1996-1997  | Winter Hawks de Portland | LHOu       | 72  | 12               | 32               | 44               | 163              | 6                | 1 | 2                    | 3                    | 12                   |                      |                      |
| 1997-1998  | Winter Hawks de Portland | LHOu       | 72  | 11               | 57               | 68               | 142              | 16               | 2 | 18                   | 20                   | 28                   |                      |                      |
| 1998-1999  | Winter Hawks de Portland | LHOu       | 40  | 11               | 21               | 32               | 104              | 4                | 1 | 4                    | 5                    | 10                   |                      |                      |
| 1998-1999  | Blades de Kansas City    | LIH        | 5   | 1                | 2                | 3                | 4                | 3                | 0 | 0                    | 0                    | 9                    |                      |                      |
| 1999-2000  | Penguins de WBS          | LAH        | 44  | 8                | 20               | 28               | 58               | -                | - | -                    | -                    | -                    |                      |                      |
| 1999-2000  | Penguins de Pittsburgh   | LNH        | 30  | 2                | 4                | 6                | 20               | -                | - | -                    | -                    | -                    |                      |                      |
| 2000-2001  | Penguins de WBS          | LAH        | 43  | 6                | 18               | 24               | 95               | 3                | 1 | 0                    | 1                    | 12                   |                      |                      |
| 2000-2001  | Penguins de Pittsburgh   | LNH        | 36  | 4                | 11               | 15               | 28               | 18               | 3 | 7                    | 10                   | 16                   |                      |                      |
| 2001-2002  | Penguins de Pittsburgh   | LNH        | 75  | 4                | 7                | 11               | 73               | -                | - | -                    | -                    | -                    |                      |                      |
| 2002-2003  | Penguins de WBS          | LAH        | 1   | 0                | 0                | 0                | 2                | -                | - | -                    | -                    | -                    |                      |                      |
| 2002-2003  | Penguins de Pittsburgh   | LNH        | 22  | 1                | 3                | 4                | 36               | -                | - | -                    | -                    | -                    |                      |                      |
| 2002-2003  | Flames de Calgary        | LNH        | 16  | 0                | 4                | 4                | 6                | -                | - | -                    | -                    | -                    |                      |                      |
| 2003-2004  | Flames de Calgary        | LNH        | 72  | 4                | 12               | 16               | 53               | 26               | 0 | 3                    | 3                    | 25                   |                      |                      |
| 2004-2005  | HC České Budějovice      | Extraliga  | 19  | 5                | 6                | 11               | 45               | 7                | 1 | 3                    | 4                    | 2                    |                      |                      |
| 2005-2006  | Flames de Calgary        | LNH        | 82  | 4                | 27               | 31               | 85               | 7                | 0 | 4                    | 4                    | 12                   |                      |                      |
| 2006-2007  | Flames de Calgary        | LNH        | 54  | 2                | 10               | 12               | 66               | -                | - | -                    | -                    | -                    |                      |                      |
| 2006-2007  | Bruins de Boston         | LNH        | 26  | 1                | 2                | 3                | 31               | -                | - | -                    | -                    | -                    |                      |                      |
| 2007-2008  | Bruins de Boston         | LNH        | 59  | 1                | 14               | 15               | 50               | 7                | 0 | 4                    | 4                    | 6                    |                      |                      |
| 2008-2009  | Bruins de Boston         | LNH        | 47  | 1                | 15               | 16               | 40               | 3                | 0 | 0                    | 0                    | 4                    |                      |                      |
| 2009-2010  | Bruins de Boston         | LNH        | 51  | 0                | 8                | 8                | 16               | 13               | 0 | 1                    | 1                    | 18                   |                      |                      |
| 2010-2011  | Bruins de Boston         | LNH        | 70  | 3                | 12               | 15               | 60               | 25               | 4 | 6                    | 10                   | 37                   |                      |                      |
| 2011-2012  | Bruins de Boston         | LNH        | 72  | 6                | 18               | 24               | 46               | 7                | 1 | 3                    | 4                    | 0                    |                      |                      |
| 2012-2013  | HC České Budějovice      | Extraliga  | 21  | 2                | 5                | 7                | 24               | -                | - | -                    | -                    | -                    |                      |                      |
| 2012-2013  | Bruins de Boston         | LNH        | 48  | 4                | 9                | 13               | 35               | 14               | 0 | 2                    | 2                    | 4                    |                      |                      |
| 2013-2014  | Oilers d'Edmonton        | LNH        | 71  | 3                | 15               | 18               | 63               | -                | - | -                    | -                    | -                    |                      |                      |
| 2014-2015  | Oilers d'Edmonton        | LNH        | 70  | 3                | 11               | 14               | 39               | -                | - | -                    | -                    | -                    |                      |                      |
| 2015-2016  | Oilers d'Edmonton        | LNH        | 6   | 0                | 0                | 0                | 6                | -                | - | -                    | -                    | -                    |                      |                      |
| Totaux LNH | Totaux LNH               | Totaux LNH | 907 | 43               | 182              | 225              | 753              | 120              | 8 | 30                   | 38                   | 122                  |                      |                      |